# Ț

Ț, ț는 루마니아어에서 쓰이는 문자로 소릿값은 무성 치경 파찰음(/ts/)이다.
요즘에는 무성 치경 마찰음(/s/)으로도 발음된다.

## 같이 보기
- 세디유